# Veltem
Veltem is een plaats in de Belgische provincie Vlaams-Brabant. Veltem vormt het oostelijk deel van Veltem-Beisem, een deelgemeente van Herent. Het westelijk deel van het dorp wordt gevormd door Beisem.

## Geschiedenis
Hoewel de dorpskernen van Veltem en Beisem minder dan een kilometer van elkaar liggen, kenden de plaatsen lang een afzonderlijke geschiedenis.
De naam Veltem komt van twee Oudnederlandse woorden: velt, wat nog altijd een "open, onbebouwd stuk land" betekent, en heem dat "woning" of "woonplaats" betekent. De naam valt dus te verklaren als "woning/woonplaats in het veld". Er zijn verschillende wijzen waarop Veltem al van in de Middeleeuwen wordt geschreven: Welthem, Veltheen, Velthem.
Veltem lag in de middeleeuwen in het hertogdom Brabant en behoorde parochiaal tot het bisdom Luik. De Ferrariskaart uit de jaren 1770 toont het dorp als Velthem, dat al naar Beyssem toe gegroeid is. Ten zuiden liep de steenweg van Brussel naar Leuven. Ook een windmolen ten zuiden van Veltem werd weergegeven. In 1787 werd in Veltem door Petrus Jacobus De Clerck de Congregatie van de Apostolische annunciaten gesticht, die in het onderwijs werkzaam zijn.
Op het eind van het ancien régime werd onder Frans bewind Veltem een gemeente. In 1826 werd onder Nederlands bewind de gemeente opgeheven en met Beisem verenigd in de nieuwe gemeente Veltem-Beisem. De Atlas der Buurtwegen uit het midden van de 19de eeuw toont een drietal kilometer ten noorden van Veltem het gehucht Neder-Veltem, tegen de dorpskern van Buken aan, waartoe het parochiaal behoorde.
In de tweede helft van de 19de eeuw werd ten zuiden van Veltem de spoorlijn Brussel-Leuven aangelegd, waarop een station werd geopend in Veltem.
Sinds 1 januari 1977 maakt het dorp deel uit van de fusiegemeente Herent.

## Bezienswaardigheden
- de Sint-Laurentiuskerk

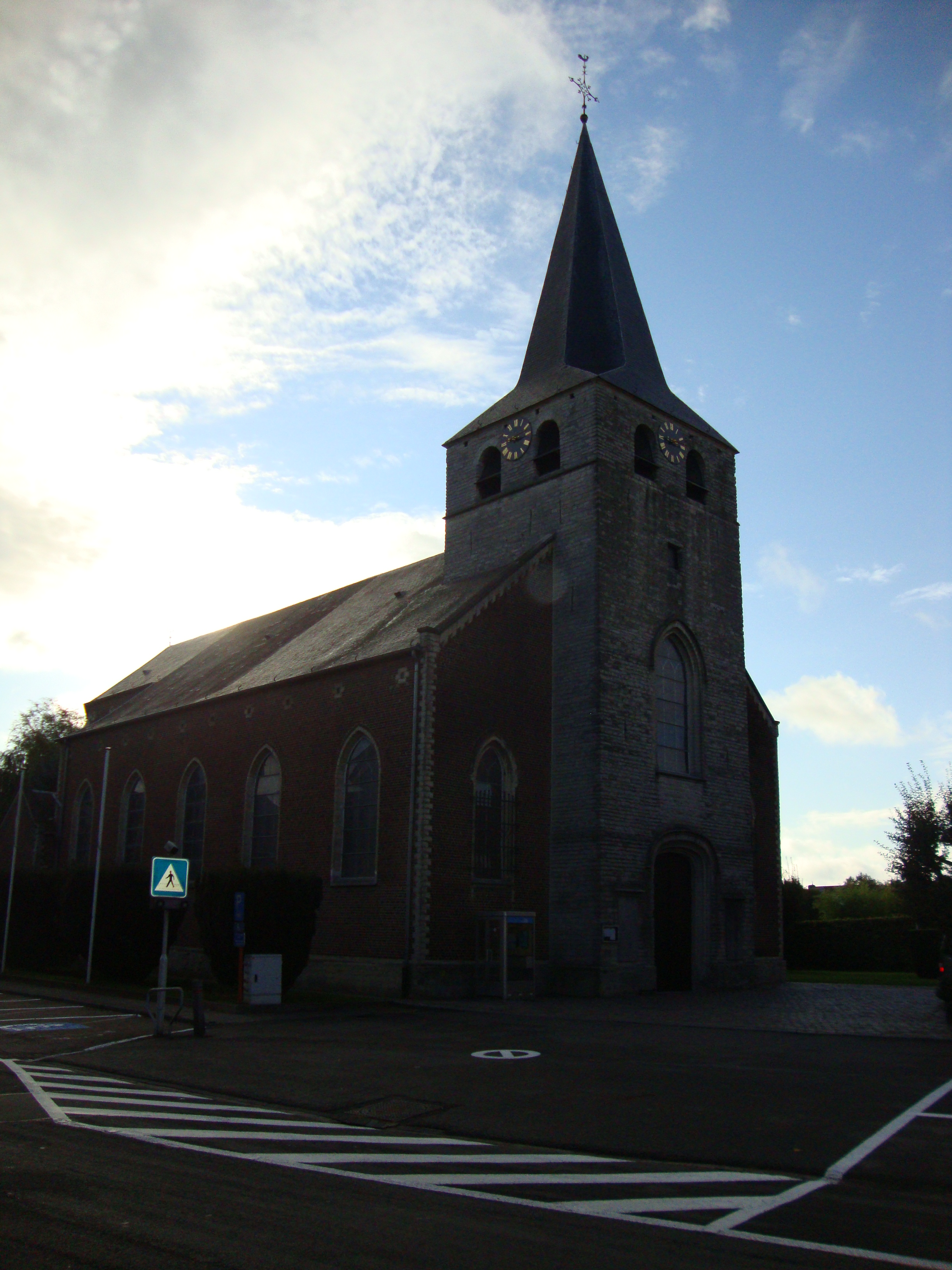
Sint-Laurentiuskerk

- de Belgische militaire begraafplaats van Veltem, met meer dan 900 gesneuvelde Belgische militairen uit de Eerste Wereldoorlog
- de Molen van Veltem, een stenen windmolen waarvan de wieken zijn verdwenen
- het zendstation met SBR-tweelingszender[2]

## Natuur en landschap
Veltem ligt op een hoogte van 20-65 meter, oplopend van noord naar zuid. Noordelijk van de kom vindt men het natuurgebied Kastanjebos.

## Verkeer en vervoer
Ten zuiden van Veltem loopt de N2, de steenweg van Brussel naar Leuven. Veltem ligt aan spoorlijn 36, de spoorlijn van Brussel naar Leuven waarop het Station Veltem ligt.

## Bekende personen
- Lodewijk van Velthem, kapelaan of pastoor van Veltem en schrijver
- Tom Helsen, zanger-muzikant
- Jo De Clercq, zanger, presentator en politicus
- Ivo Van Damme, atleet, veroverde twee zilveren medailles op de Olympische Spelen van 1976

## Nabijgelegen kernen
Beisem, Bertem, Winksele, Meerbeek, Buken